# Festival RTP da Canção
El Festival da Canção o Festival RTP da Canção es el nombre dado al concurso anual organizado desde 1964 por la RTP con el objetivo de seleccionar la canción que representará a Portugal en el Festival de la Canción de Eurovisión.

## Historia
El Grande Prémio TV da Canção Portuguesa se estrenó, en el estudio del Lumiar, la noche del 2 de febrero de 1964. El objetivo era escoger, por primera vez, el candidato de Portugal en el Festival de Eurovisión creado en 1956. La final contó con 12 canciones, de las 127 canciones que se presentaron, defendidas por António Calvário, Artur Garcia, Madalena Iglésias, Simone de Oliveira, Gina Maria y Guilherme Kjolner.
Como ocurre con otros festivales similares en países europeos, este festival fue, inicialmente, un evento muy importante para la aún incipiente industria musical portuguesa de los años sesenta y setenta. Los compositores y escritores de izquierda intentaron exprimir letras subversivas en el concurso, con gran efecto. Después de la revolución de 1974, incidentalmente desencadenada por el ganador de ese año en la radio nacional, Portugal se volvió cada vez más abierto a la cultura extranjera, por lo que empezó a considerar el Festival como un evento musical menor, dominado por canciones pop por debajo del estándar, con poco o ningún impacto en la industria, aunque sigue siendo un popular programa de televisión.
El nombre Grande Prémio TV da Canção Portuguesa se mantiene hasta 1975. En 1976 se llamó Uma Canção Para A Europa y en 1977 fue el año de As Sete Canções. En 1978 adoptó el nombre Uma Canção Portuguesa. A partir de 1979 se fijó el nombre actual Festival RTP da Canção.
1980 fue el año que la RTP comenzó sus emisiones en color. La primera emisión fue precisamente el Festival da Canção ganado por José Cid.
Después fueron continuando los cambios en la estructura y en los criterios de selección. En 1986 se creó Uma Canção para A Noruega, en 1988 se creó un pre-festival llamado Prémio Nacional de Música y Gostamos de Estar Consigo fue la versión adoptada en 1990.
La década de 1990 vivió una recuperación de la imagen del concurso, volviéndose a considerar un medio viable para que un nuevo cantante comenzara una carrera. Los internacionalmente aclamados cantantes portugueses Dulce Pontes y Sara Tavares hicieron su debut en las ediciones de 1991 y 1994, respectivamente. Muchos otros artistas desconocidos como Lúcia Moniz y Anabela saltaron al estrellato nacional después de recibir el trofeo de la RTP.
En 1996, tras alcanzar su mejor puesto histórico hasta ese momento, el sexto lugar, en el Festival de la Canción de Eurovisión, el festival empezó a declinar. En el 2000, la ganadora Liana no participó en el Festival de la Canción de Eurovisión 2000, ya que Portugal había sido relegada por primera vez debido a sus pobres últimas actuaciones. En 2002, el Festival da Canção no fue organizado, lo que contradecía la tradición de organizar un Festival anual incluso sin participar en el Festival de la Canción de Eurovisión de ese año, como sucedió en 2000 y 1970. Desde 2001, el festival experimentó cambios de formato consecutivos.
Entre los años 2003 y 2005, la RTP seleccionó una canción para Eurovisión sin organizar un festival. En 2003, la RTP seleccionó a la cantante Rita Guerra y el público a través de televoto escogió una canción entre las tres a concurso. La preselección formó parte después del concurso Operação Triunfo (versión portuguesa de Operación Triunfo). En 2004, los tres primeros puestos de Operação Triunfo cantaron una canción cada uno y los telespectadores, por televoto, escogieron la mejor, defendida por Sofia Vitória. En 2005, la RTP seleccionó un equipo de productores/compositores, el cual, dirigido por José da Ponte, escogieron a los cantantes (2B - Luciana Abreu e Rui Drummond) para cantar su canción.
Desde 2006, la RTP estableció un formato competitivo tradicional multi-cantante y multi-compositor, intentando recuperar los formatos clásicos  de concursos y canciones. Desde entonces, los productores han sido invitados a presentar canciones, letras y cantantes, y el resultado de 2007 con Sabrina casi llegando a la final de Eurovisión, le dio a RTP la confianza necesaria para mantener el formato actual. En 2009, RTP organizó una convocatoria abierta de canciones, que eliminó el método de los productores invitados, y las votaciones en línea decidieron la clasificación para la final televisada de una lista de 24 canciones, con 12 que compitieron en el concurso en vivo.
Se realizaron más cambios en el formato del concurso en 2010. Ahora se llevan a cabo dos semifinales y una final para seleccionar al ganador. A los compositores extranjeros se les permitió competir nuevamente, pero los intérpretes aún deben ser portugueses y todas las canciones deben cantarse en portugués.

## Ediciones
| Año  | Intérprete         | Canción                                                         | Compositores (m & l)                                                                                 | Resultado en Eurovisión                        | Resultado en Eurovisión                        | Resultado en Eurovisión                        | Resultado en Eurovisión                        |
| Año  | Intérprete         | Canción                                                         | Compositores (m & l)                                                                                 | Lugar Final                                    | Puntos Final                                   | Lugar Semifinal                                | Puntos                                         |
| ---- | ------------------ | --------------------------------------------------------------- | --- | ---------------------------------------------- | ---------------------------------------------- | ---------------------------------------------- | ---------------------------------------------- |
| 1964 | António Calvário   | «Oração» (Oración)                                              | João Nobre, Francisco Nicholson, Rogério Bracinha                                                    | 13                                             | 0                                              | Sin Semifinales                                | Sin Semifinales                                |
| 1965 | Simone de Oliveira | «Sol de Inverno» (Sol de invierno)                              | Carlos Nóbrega e Sousa, Jerónimo Bragança                                                            | 13                                             | 1                                              | Sin Semifinales                                | Sin Semifinales                                |
| 1966 | Madalena Iglésias  | «Ele e Ela» (El y ella)                                         | Carlos Canelhas                                                                                      | 13                                             | 6                                              | Sin Semifinales                                | Sin Semifinales                                |
| 1967 | Eduardo Nascimento | «O vento mudou» (El viento cambió)                              | Nuno Nazareth Fernandes, João Magalhães Pereira                                                      | 12                                             | 3                                              | Sin Semifinales                                | Sin Semifinales                                |
| 1968 | Carlos Mendes      | «Verão» (Verano)                                                | Pedro Vaz Osório, José Alberto Diogo                                                                 | 11                                             | 5                                              | Sin Semifinales                                | Sin Semifinales                                |
| 1969 | Simone de Oliveira | «Desfolhada portuguesa» (Deshojada portuguesa)                  | Nuno Nazareth Fernandes, José Carlos Ary dos Santos                                                  | 15                                             | 4                                              | Sin Semifinales                                | Sin Semifinales                                |
| 1970 | Sérgio Borges      | «Onde vais rio que eu canto» (A dónde vas río que yo canto)     | Carlos Nóbrega e Sousa, Joaquim Pedro Gonçalves                                                      | -                                              | -                                              | Sin Semifinales                                | Sin Semifinales                                |
| 1971 | Tonicha            | «Menina do alto da serra» (Niña de lo alto de la sierra)        | Nuno Nazareth Fernandes, José Carlos Ary dos Santos                                                  | 9                                              | 83                                             | Sin Semifinales                                | Sin Semifinales                                |
| 1972 | Carlos Mendes      | «A festa da vida» (La fiesta de la vida)                        | José Calvário, José Niza                                                                             | 7                                              | 90                                             | Sin Semifinales                                | Sin Semifinales                                |
| 1973 | Fernando Tordo     | «Tourada» (Corrida de toros)                                    | Fernando Tordo, José Carlos Ary dos Santos                                                           | 10                                             | 80                                             | Sin Semifinales                                | Sin Semifinales                                |
| 1974 | Paulo de Carvalho  | «E depois do adeus» (Y después del adiós)                       | José Calvário, José Niza                                                                             | 14                                             | 3                                              | Sin Semifinales                                | Sin Semifinales                                |
| 1975 | Duarte Mendes      | «Madrugada» (Madrugada)                                         | José Luís Tinoco                                                                                     | 16                                             | 6                                              | Sin Semifinales                                | Sin Semifinales                                |
| 1976 | Carlos do Carmo    | «Uma flor de verde pinho» (Una flor de pino verde)              | José Niza, Manuel Alegre                                                                             | 12                                             | 24                                             | Sin Semifinales                                | Sin Semifinales                                |
| 1977 | Os Amigos          | «Portugal no coração» (Portugal en el corazón)                  | Fernando Tordo, José Carlos Ary dos Santos                                                           | 14                                             | 18                                             | Sin Semifinales                                | Sin Semifinales                                |
| 1978 | Gemini             | «Da li dou» (-)                                                 | Vítor Mamede, Carlos Quintas                                                                         | 17                                             | 5                                              | Sin Semifinales                                | Sin Semifinales                                |
| 1979 | Manuela Bravo      | «Sobe, sobe, balão sobe» (Sube, sube, globo sube)               | Carlos Nóbrega e Sousa                                                                               | 9                                              | 64                                             | Sin Semifinales                                | Sin Semifinales                                |
| 1980 | José Cid           | «Um grande, grande amor» (Un gran, gran amor)                   | José Cid                                                                                             | 7                                              | 71                                             | Sin Semifinales                                | Sin Semifinales                                |
| 1981 | Carlos Paião       | «Playback» (Playback)                                           | Carlos Paião                                                                                         | 18                                             | 9                                              | Sin Semifinales                                | Sin Semifinales                                |
| 1982 | Doce               | «Bem bom» (Muy bien)                                            | Pedro Brito, Tozé Brito, António Pinho                                                               | 13                                             | 32                                             | Sin Semifinales                                | Sin Semifinales                                |
| 1983 | Armando Gama       | «Esta balada que te dou» (Esta balada que te doy)               | Armando Gama                                                                                         | 13                                             | 33                                             | Sin Semifinales                                | Sin Semifinales                                |
| 1984 | Maria Guinot       | «Silêncio e tanta gente» (Silencio y tanta gente)               | Maria Guinot                                                                                         | 11                                             | 38                                             | Sin Semifinales                                | Sin Semifinales                                |
| 1985 | Adelaide           | «Penso em ti (eu sei)» (Pienso en ti (lo sé)                    | Tozé Brito, Adelaide, Luís Fernando                                                                  | 18                                             | 9                                              | Sin Semifinales                                | Sin Semifinales                                |
| 1986 | Dora               | «Não sejas mau para mim» (No seas malo conmigo)                 | Guilherme Inês, Zé Da Ponte, Luís Manuel de Oliveira Fernandes                                       | 14                                             | 28                                             | Sin Semifinales                                | Sin Semifinales                                |
| 1987 | Nevada             | «Neste barco à vela» (En este barco velero)                     | Alfredo Azinheira, Jorge Mendes                                                                      | 18                                             | 15                                             | Sin Semifinales                                | Sin Semifinales                                |
| 1988 | Dora               | «Voltarei» (Volveré)                                            | José Niza, José Calvário                                                                             | 18                                             | 5                                              | Sin Semifinales                                | Sin Semifinales                                |
| 1989 | Da Vinci           | «Conquistador» (Conquistador)                                   | Ricardo Landum, Pedro Luís Neves                                                                     | 16                                             | 39                                             | Sin Semifinales                                | Sin Semifinales                                |
| 1990 | Nucha              | «Sempre, há sempre alguém» (Siempre, siempre hay alguien)       | Luís Filipe, Ian van Dijck, Frederico Pereira, Francisco Pereira                                     | 20                                             | 9                                              | Sin Semifinales                                | Sin Semifinales                                |
| 1991 | Dulce Pontes       | «Lusitana paixão» (Pasión lusitana)                             | Jorge Quintela, José Da Ponte, Fred Micaelo                                                          | 8                                              | 62                                             | Sin Semifinales                                | Sin Semifinales                                |
| 1992 | Dina               | «Amor d'água fresca» (Amor de agua fresca)                      | Dina, Rosa Lobato de Faria                                                                           | 17                                             | 26                                             | Sin Semifinales                                | Sin Semifinales                                |
| 1993 | Anabela            | «A cidade (até ser dia)» (La ciudad (hasta el amanecer))        | Paulo de Carvalho, Marco Quelhas, Pedro Abrantes                                                     | 10                                             | 60                                             | Sin Semifinales                                | Sin Semifinales                                |
| 1994 | Sara Tavares       | «Chamar a música» (Llamar a la música)                          | João Mota Oliveira, Rosa Lobato de Faria                                                             | 8                                              | 73                                             | Sin Semifinales                                | Sin Semifinales                                |
| 1995 | Tó Cruz            | «Baunilha e chocolate» (Vainilla y chocolate)                   | António Vitorino d'Almeida, Rosa Lobato de Faria                                                     | 21                                             | 5                                              | Sin Semifinales                                | Sin Semifinales                                |
| 1996 | Lúcia Moniz        | «O meu coração não tem cor» (Mi corazón no tiene color)         | Pedro Osório, José Fanha                                                                             | 6                                              | 92                                             | Sin Semifinales                                | Sin Semifinales                                |
| 1997 | Célia Lawson       | «Antes do adeus» (Antes del adiós)                              | Rosa Lobato de Faria, Thilo Krassman                                                                 | 24                                             | 0                                              | Sin Semifinales                                | Sin Semifinales                                |
| 1998 | Alma Lusa          | «Se eu te pudesse abraçar» (Si yo te pudiese abrazar)           | José Cid                                                                                             | 12                                             | 36                                             | Sin Semifinales                                | Sin Semifinales                                |
| 1999 | Rui Bandeira       | «Como tudo começou» (Como todo empezó)                          | Jorge do Carmo, Tó Andrade                                                                           | 21                                             | 12                                             | Sin Semifinales                                | Sin Semifinales                                |
| 2000 | Liana              | «Sonhos mágicos» (Sueños mágicos)                               | Gerardo Rodrigues, Maria da Conceição Norte                                                          | -                                              | -                                              | Sin Semifinales                                | Sin Semifinales                                |
| 2001 | MTM                | «Só sei ser feliz assim» (Solo sé ser feliz así)                | Marco Quelhas                                                                                        | 17                                             | 18                                             | Sin Semifinales                                | Sin Semifinales                                |
| 2003 | Rita Guerra        | «Deixa-me sonhar» (Déjame soñar)                                | Paulo Martins                                                                                        | 22                                             | 13                                             | Sin Semifinales                                | Sin Semifinales                                |
| 2004 | Sofia Vitória      | «Foi magia» (Fue magia)                                         | Paulo Neves                                                                                          | No clasificó                                   | No clasificó                                   | 15                                             | 38                                             |
| 2005 | 2B                 | «Amar» (Amar)                                                   | José Da Ponte, Ernesto Leite, Alexandre Honrado                                                      | No clasificó                                   | No clasificó                                   | 17                                             | 51                                             |
| 2006 | Nonstop            | «Coisas de nada» (Cosas de nada)                                | José Manuel Afonso, Elvis Veiguinha                                                                  | No clasificó                                   | No clasificó                                   | 19                                             | 26                                             |
| 2007 | Sabrina            | «Dança comigo» (Baila conmigo)                                  | Emanuel, Tó Maria Vinhas                                                                             | No clasificó                                   | No clasificó                                   | 11                                             | 88                                             |
| 2008 | Vânia Fernandes    | «Senhora do mar (Negras Águas)» (Señora del mar (Aguas negras)) | Andrej Babić, Carlos Coelho                                                                          | 13                                             | 69                                             | 2                                              | 120                                            |
| 2009 | Flor-de-Lis        | «Todas as ruas do amor» (Todas las calles del amor)             | Paulo Pereira, Pedro Marques                                                                         | 15                                             | 57                                             | 8                                              | 70                                             |
| 2010 | Filipa Azevedo     | «Há dias assim» (Hay días así)                                  | Augusto Madureira                                                                                    | 18                                             | 45                                             | 4                                              | 89                                             |
| 2011 | Homens da Luta     | «A luta é alegria» (La lucha es alegría)                        | Nuno "Jel" Duarte                                                                                    | No clasificó                                   | No clasificó                                   | 18                                             | 22                                             |
| 2012 | Filipa Sousa       | «Vida minha» (Vida mía)                                         | Andrej Babić, Carlos Coelho                                                                          | No clasificó                                   | No clasificó                                   | 13                                             | 39                                             |
| 2014 | Suzy               | «Quero ser tua» (Quiero ser tuya)                               | Emanuel                                                                                              | No clasificó                                   | No clasificó                                   | 11                                             | 39                                             |
| 2015 | Leonor Andrade     | «Há um mar que nos separa» (Hay un mar que nos separa)          | Miguel Gameiro                                                                                       | No clasificó                                   | No clasificó                                   | 14                                             | 19                                             |
| 2017 | Salvador Sobral    | «Amar pelos dois» (Amar por los dos)                            | Luísa Sobral                                                                                         | 1                                              | 758                                            | 1                                              | 370                                            |
| 2018 | Cláudia Pascoal    | «O jardim» (El jardín)                                          | Isaura                                                                                               | 26                                             | 39                                             | País Anfitrión                                 | País Anfitrión                                 |
| 2019 | Conan Osíris       | «Telemóveis» (Teléfonos celulares)                              | Conan Osíris                                                                                         | No clasificó                                   | No clasificó                                   | 15                                             | 51                                             |
| 2020 | Elisa              | «Medo de Sentir» (Miedo de sentir)                              | Marta Carvalho                                                                                       | Festival cancelado por la pandemia de COVID-19 | Festival cancelado por la pandemia de COVID-19 | Festival cancelado por la pandemia de COVID-19 | Festival cancelado por la pandemia de COVID-19 |
| 2021 | The Black Mamba    | «Love Is On My Side» (El amor está de mi lado)                  | Pedro Tatanka                                                                                        | 12                                             | 153                                            | 4                                              | 239                                            |
| 2022 | MARO               | «Saudade, saudade» (Saudade, saudade)                           | MARO, John Blanda                                                                                    | 9                                              | 207                                            | 4                                              | 208                                            |
| 2023 | Mimicat            | «Ai, Coração» (Ay, corazón)                                     | Marisa Mena, Luís Pereira                                                                            | 23                                             | 59                                             | 9                                              | 74                                             |
| 2024 | Iolanda            | «Grito» (Grito)                                                 | Iolanda, Luar                                                                                        | 10                                             | 152                                            | 8                                              | 58                                             |
| 2025 | NAPA               | «Deslocado» (Desplazado)                                        | João Guilherme Gomes, João Lourenço Gomes, João Rodrigues, Diogo Góis, Francisco Sousa, André Santos | 21                                             | 50                                             | 9                                              | 56                                             |

## Festival RTP da Canção Júnior
Desde 2006 la RTP organiza el Festival RTP da Canção Júnior, para elegir a su representante en el Festival de Eurovisión Infantil.

### Ganadores
- 2006 Pedro Madeira - Deixa-me sentir
- 2007 Jorge Leiria - Só quero é cantar